# Alta kyrka
Alta kyrka är en långhuskyrka från 1858 som ligger i Alta kommun i Finnmark fylke. Kyrkan är församlingskyrka i Alta församling i Alta kontrakt. Byggnaden rymmer 230 sittplatser ock arkitekten var Stephen Henry Thomas. 
Vägen till kyrkan som är ett välkänt turistmål är via E6 eller riksväg 93. Kyrkan invigdes 1858 av biskop Knud Gislesen och är den äldsta byggnaden i Alta centrum. Den första orgeln invigdes på pingstdagen 1880. Under andra världskriget blev kyrkan svårt skadad och kunde inte tas i bruk förrän vid julafton 1945. Den är sedan renoverad flera gånger, senast 2005–2006.